# Wanda Wójtowiec
Wanda Wójtowiec, z d. Stefańska (ur. 20 maja 1960 w Bodzanowie) – polska lekkoatletka, specjalizująca się w biegu na 800 m, wielokrotna mistrzyni Polski, reprezentantka Polski.

## Kariera sportowa
Była zawodniczką Gwardii Warszawa. 
Na mistrzostwach Polski na otwartym stadionie zdobyła siedem medali, w tym cztery złote, dwa srebrne i jeden brązowy: na 800 m - trzy złote (1982, 1985 i 1987), srebrny (1979) i brązowy (1983), w sztafecie 4 x 400 m - złoty w 1983 i srebrny w 1979.
Na halowych mistrzostwach Polski seniorów zdobyła cztery medale w biegu na 800 m, w tym trzy złote (1981, 1983, 1988) i jeden srebrny (1982).
Na mistrzostwach Europy w 1988 zajęła 8. miejsce w biegu na 800, z wynikiem 2:03,05 (w półfinale poprawiła rekord życiowy, wynikiem 1:59,87), w tej samej konkurencji wystąpiła także w finale A Pucharu Europy w 1985, zajmując 6. miejsce z wynikiem 2:03,94.
Nie należy jej mylić z inną lekkoatletką Gwardii Warszawa, sprinterką Wandą Stefańską (ur. 1959), medalistką Polski w sztafecie 4 x 100 m.
Rekord życiowy na 400 m: 53,25 (13.05.1982), na 800 m: 1:59,87 (7.09.1982) - jako piąta Polka w historii poniżej 2 minut na tym dystansie.